# Leichtathletik-Europameisterschaften 1946/Speerwurf der Frauen

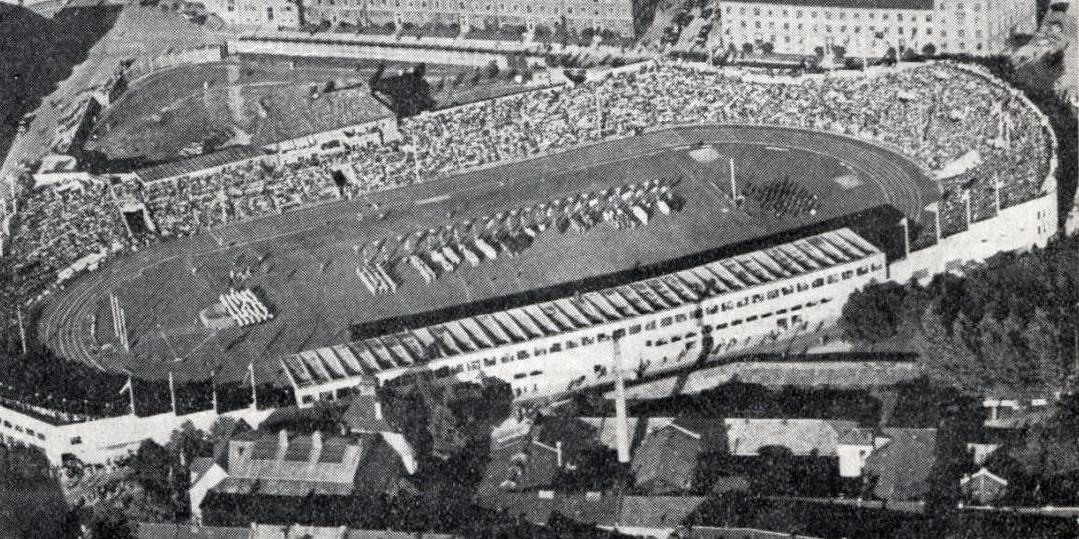
Das Bislett-Stadion in Oslo kurz nach den Europameisterschaften

Der Speerwurf der Frauen bei den Leichtathletik-Europameisterschaften 1946 wurde am 24. August 1946 im Bislett-Stadion der norwegischen Hauptstadt Oslo ausgetragen.
In diesem Wettbewerb gab es einen Doppelsieg für die Werferinnen aus der Sowjetunion. Europameisterin wurde Klawdija Majutschaja vor Ljudmila Anokina. Bronze ging an die Niederländerin Johanna Koning.

## Rekorde

### Bestehende Rekorde
| Weltrekord           | 47,24 m | Anneliese Steinheuer | Frankfurt am Main, Deutsches Reich          | 21. Jun 1942       |
| Europarekord         | 47,24 m | Anneliese Steinheuer | Frankfurt am Main, Deutsches Reich          | 21. Jun 1942       |
| Meisterschaftsrekord | 45,58 m | Lisa Gelius          | EM Wien, Deutsches Reich (heute Österreich) | 18. September 1938 |

### Rekordverbesserungen
Der bestehende Meisterschaftsrekord wurde zweimal verbessert:
- 45,90 m – Klawdija Majutschaja (Sowjetunion), Qualifikation am 24. August
- 46,25 m – Klawdija Majutschaja (Sowjetunion), Finale am 24. August

## Qualifikation
24. August 1946
Die dreizehn Teilnehmerinnen traten zu einer gemeinsam in einer Gruppe durchgeführten Qualifikation an. Für das Finale qualifizierten sich die besten acht Werferinnen – hellblau unterlegt. Die in der Qualifikation erzielten Weiten wurden wie heute nicht für das Endresultat mitgewertet.
| Platz | Name                 | Nation         | Weite (m) |
| ----- | -------------------- | -------------- | --------- |
| 1     | Klawdija Majutschaja | Sowjetunion    | 45,90 CR  |
| 2     | Johanna Koning       | Niederlande    | 44,28000  |
| 3     | Ljudmila Anokina     | Sowjetunion    | 39,74000  |
| 4     | Maria Kwaśniewska    | Polen          | 37,39000  |
| 5     | Mária Rohonczi       | Ungarn         | 37,04000  |
| 6     | Regina Marjanen      | Finnland       | 36,59000  |
| 7     | Elly Dammers         | Niederlande    | 36,34000  |
| 8     | Helena Stachowicz    | Polen          | 36,21000  |
| 9     | Stella Møllgaard     | Dänemark       | 35,31000  |
| 10    | Dagny Carlsson       | Schweden       | 35,28000  |
| 11    | Matild Regdanszky    | Ungarn         | 34,91000  |
| 12    | Anne Marie Opsann    | Norwegen       | 29,94000  |
| 13    | Kathleen Dyer        | Großbritannien | 26,05000  |

## Finale

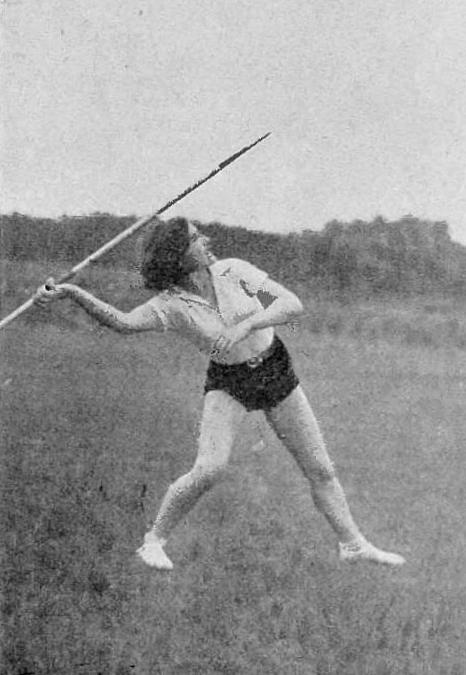
Maria Kwaśniewska
belegte Rang sechs

24. August 1946, 17:50 Uhr
| Platz | Name                 | Nation      | Weite (m) |
| ----- | -------------------- | ----------- | --------- |
| 1     | Klawdija Majutschaja | Sowjetunion | 46,25 CR  |
| 2     | Ljudmila Anokina     | Sowjetunion | 45,84000  |
| 3     | Johanna Koning       | Niederlande | 43,24000  |
| 4     | Elly Dammers         | Niederlande | 41,16000  |
| 5     | Mária Rohonczi       | Ungarn      | 40,66000  |
| 6     | Maria Kwaśniewska    | Polen       | 38,57000  |
| 7     | Regina Marjanen      | Finnland    | 36,34000  |
| 8     | Helena Stachowicz    | Polen       | 35,52000  |